# گروده
گروده (به لاتین: Grude) یک منطقهٔ مسکونی در بوسنی و هرزگوین است که در کانتون هرزگوین غربی واقع شده‌است.

## خصوصیات
گروده ۲۲۰٫۸ کیلومترمربع مساحت و ۱۷٬۸۶۵ نفر جمعیت دارد.